# 水被孢霉属
水被孢霉属为被孢霉科的一个属。该属的模式种为（Aquamortierella elegans）。

## 下属物种
- Aquamortierella elegans Embree & Indoh